# Vela Sestrica (Rovinj)
Vela Sestrica je nenaseljeni otočić uz zapadnu obalu Istre, oko 4 km južno od Rovinja, oko 1100 metara od obale.
Površina otoka je 65.693 m2, duljina obalne crte 966 m, a visina 9 metara.
U Državnom programu zaštite i korištenja malih, povremeno nastanjenih i nenastanjenih otoka i okolnog mora Ministarstva regionalnoga razvoja i fondova Europske unije, svrstan je kao "otočić". Pripada Gradu Rovinju.

## Vanjske poveznice
|  | Zajednički poslužitelj ima još gradiva o temi Vela Sestrica (Rovinj) |